# Секретарка (притока Південного Бугу)
Секретарка, Гнилюха — річка в Україні у Кривоозерській селищній громаді Первомайського району Миколаївської області. Права притока Південного Бугу (басейн Південного Бугу).

## Опис
Довжина річки 27 км, похил річки 2,7 м/км площа басейну водозбіру 141 км², найкоротша відстань між витоком і гирлом — 19,28 км, коефіцієнт звивистості річки — 1,41. Формується багатьма струмками та загатами.

## Розташування
Бере початок на південно-східній стороні від села Очеретня. Спочатку тече на південний схід через село Бурилове. Далі тече переважно на північний схід через села Секретарку, Велику Мечетню і впадає у Південний Буг.

## Цікаві факти
- У XX столітті на річці існували вівце-тваринні ферми (ВТФ), газгольдери та газові свердловини[2].